# Dukak
Dukak Timur Yalig (turkiska: Dukak bey); (turkmeniska: Dukak beg) eller "Dukak beg" som i arabiska och engelska källor, var befälhavare för armén i delstaten Oghuz Yagbo och far till Seldjuk, grundaren av den så kallade seldjukdynastin vars barnbarn Togrul beg grundade det stora seldjdukriket på 1000-talet.

## Biografi
Mirkhvand citerar från Maliknamah i full utsträckning: Dukak var den högsta rådgivaren till kungen (Yabghu) av khazarerna. Han bar smeknamnet Temuryaligh (Järnbåge). Dukak fick rykte bland den lokala adeln, mestadels bestående av turkar, efter att ha invänt mot Yabghus beslut att råna andra oskyldiga turkiska stammar. Trots att han slog Yabghu med en klubba och välte honom från hästen under sin oenighet, lyckades han undkomma straff eftersom adeln inte samtyckte till att han skulle dödas. Dukak och Yabghu begravde snart sina olikheter och han skulle senare dö, år senare, medan han följde med Yabghu på en militär uppdrag.
Det antas att Dukak dog år 924. Efter hans död utnämndes hans son Seldjuk till befälhavare av Oghuzarmén. År 961 lämnade seldjukerna Oghuzprovinsen med sina hästar och boskap och reste till Transoxiana med några av de andra Oghuzstammarna. Efter att ha konverterat till islam vägrade de senare att betala skatt till Oghuz Yabghu eftersom de inte var muslimer, så de grundade en självständig emirat.